# Russian Stimulation
Russian Stimulation is een intermitterende wisselstroom met een draagfrequentie van 2500 Hz. Deze stroomvorm is uitstekend geschikt voor spierstimulatie en spierversterken en wordt gebruikt in fysiotherapie.